# Amstel Gold Race 2011
Amstel Gold Race 2011 este ediția 46 a cursei clasice de ciclism Amstel Gold Race. Cursă de o zi. S-a desfășurat pe data de 17 aprilie 2011 pe distanța de 260,4 km.
Philippe Gilbert a câștigat cursa atacând pe Cauberg, ultima cățărare cu pantă de 12%. Belgianul a devenit al doilea ciclist care reușește să câștige cursa de 2 ori contecutiv, el câștigând cursa și în 2010. Pe locul secund a încheiat spaniolul Joaquim Rodríguez, iar pe 3 australianul Simon Gerrans.

## Rezultate
|    | Ciclist                 | Echipă             | Timp       |
| -- | ----------------------- | ------------------ | ---------- |
| 1  | Philippe Gilbert (BEL)  | Omega Pharma-Lotto | 6h 30' 44" |
| 2  | Joaquim Rodríguez (ESP) | Team Katusha       | + 2"       |
| 3  | Simon Gerrans (AUS)     | Team Sky           | + 4"       |
| 4  | Jakob Fuglsang (DEN)    | Leopard-Trek       | + 5"       |
| 5  | Alexandr Kolobnev (RUS) | Team Katusha       | + 5"       |
| 6  | Óscar Freire (ESP)      | Rabobank           | + 5"       |
| 7  | Björn Leukemans (BEL)   | Vacancesoleil-DCM  | + 7"       |
| 8  | Ben Hermans (BEL)       | Team RadioShack    | + 18"      |
| 9  | Robert Gesink (NED)     | Rabobank           | + 19"      |
| 10 | Paul Martens (GER)      | Rabobank           | + 26"      |